# Прва лига Крагујевца у фудбалу
Прва лига Крагујевца је једна од 31 Окружних лига у фудбалу. Окружне лиге су пети ниво лигашких фудбалских такмичења у Србији. Виши степен такмичења је Зона Шумадијско-рашка. Лига је основана 2008. године, а у у првој сезони је бројала 16 клубова. Кроз године се тај број увећавао и смањивао. Лига тренутно броји 17 клубова.

## Клубови у сезони 2018/19
| Клуб          | Место       |
| ------------- | ----------- |
| Победа 1926   | Крагујевац  |
| Будућност     | Ресник      |
| Корићани      | Корићани    |
| Младост       | Пајазитово  |
| Јединство     | Петровац    |
| Борац         | Дреновац    |
| Србија        | Илићево     |
| Шумадија 1934 | Драча       |
| Шумадинац     | Крагујевац  |
| 21. Октобар   | Крагујевац  |
| Слога         | Десимировац |
| Ердоглија     | Крагујевац  |
| Кутлово       | Кутлово     |
| ОФК Багремар  | Крагујевац  |
| Јадран        | Крагујевац  |
| Слобода       | Доње Грбице |
| Славија       | Крагујевац  |